# Зубова Поляна
Зу́бова Поля́на (мокш. Зубу) — рабочий посёлок в Республике Мордовия. Административный центр Зубово-Полянского муниципального района и Зубово-Полянского городского поселения.
Зубова Поляна — один из центров расселения мокшанского народа.

## Этимология
Название — антропоним-характеристика: по фамилии владельцев населённого пункта Зубовых, служилых людей на Керенской засечной черте; 2-й компонент указывает на особенность местности: поляна — вырубка среди леса.

## География
Посёлок расположен на юго-западе республики, на реке Парце (приток Вада, бассейн Оки) и ее притоке Кривуше, в 440 км от Москвы. В 153 км (по прямой) и 202 км (по автодороге) от Саранска.
Через Зубово-Полянское городское поселение проходит Куйбышевская железная дорога (историческое направление Транссиба), станция которой Зубова Поляна находится в посёлке, и федеральная автомобильная трасса М5 «Урал».

### Климат
| Показатель              | Янв.  | Фев.  | Март  | Апр. | Май  | Июнь | Июль | Авг. | Сен. | Окт. | Нояб. | Дек.  | Год   |
| ----------------------- | ----- | ----- | ----- | ---- | ---- | ---- | ---- | ---- | ---- | ---- | ----- | ----- | ----- |
| Абсолютный максимум, °C | 8,6   | 8,2   | 18,3  | 23,5 | 32,4 | 36,3 | 37,9 | 39,4 | 31,3 | 25,2 | 13,9  | 11,6  | 39,4  |
| Средняя температура, °C | −8,6  | −8,1  | −1,2  | 7,4  | 16,1 | 18,5 | 20,3 | 18,8 | 12,4 | 5,2  | −0,6  | −5,8  | 6,2   |
| Абсолютный минимум, °C  | −38,3 | −35,1 | −21,6 | −6,6 | −0,7 | 2,3  | 4,5  | 3,5  | −1,9 | −5,6 | −23,2 | −41,4 | −41,4 |
| Норма осадков, мм       | 40    | 36    | 32    | 29   | 35   | 47   | 61   | 56   | 40   | 37   | 39    | 30    | 518   |

## История
Находясь на гужевой дороге Шацк — Спасск, Зубова Поляна развивалась как почтовая станция (1829). По данным 1859 г., Зубова Поляна — село владельческое из 10 дворов (81 чел.); в 1882 г. — 122 чел.; имелись водяная мельница, салотопенный завод. В период строительства железной дороги (1893—1898) посёлок быстро расширялся. В 1904 г. помещик Попов построил здесь чугунолитейный завод (существовал 6 лет), в 1906 г. помещик Медведев — лесопильный (в 1923 г. сгорел) и кирпичный (был закрыт) заводы. До 1917 г. крестьяне занимались пчеловодством, деревообрабатывающими промыслами. В 1919 г. было образовано лесничество, на базе которого в 1922 г. открылась лесная школа (1 выпуск).
До 1923 года Зубова Поляна входила в Спасский уезд Тамбовской губернии, с 1923 г. по 1928 гг. Зубова Поляна относилась к Пензенской губернии, с 1928 гг. в Мордовском округе Средне-Волжской области (с 1929 г. — Средне-Волжского края), с 1930 г. в Мордовской автономной области Средне-Волжского края, с 20 декабря 1934 г. в Мордовской Автономной Советской Социалистической Республике (МАССР).
Статус посёлка городского типа с 30 ноября 1959 года.
Зубова Поляна была административным центром Зубово-Полянского района (с 16 июля 1928 года по 1963 год и с 1965 года по настоящее время) и Зубово-Полянского промышленного района (1963—1965 года).
В 1930 г. был создан колхоз «Новый путь»; в 1997 г. — СХПК «Ясная Поляна», с 2001 г. — СХП ТНВ «Вектор и К°».

## Население
| \| 1959[3] \| 1970[4] \| 1979[5] \| 1989[6] \| 2002[7] \| 2009[8] \| 2010[7] \| \| -------- \| -------- \| -------- \| -------- \| -------- \| -------- \| -------- \| \| 8593 \| ↘7672 \| ↗9672 \| ↗10 715 \| ↘10 355 \| ↘10 303 \| ↗10 338 \| \| 2012[9] \| 2013[10] \| 2014[11] \| 2015[12] \| 2016[13] \| 2017[14] \| 2018[15] \| \| ↘10 237 \| ↘10 171 \| ↘10 083 \| ↗10 162 \| ↘10 128 \| ↘10 077 \| ↗10 083 \| \| 2019[16] \| 2020[17] \| 2021[1] \| \| \| \| \| \| ↘9948 \| ↘9882 \| ↗10 996 \| \| \| \| \| 2500 5000 7500 10 000 12 500 15 000 1970 2010 2016 2021 |         |         |         |         |         |         |
| 1959 | 1970    | 1979    | 1989    | 2002    | 2009    | 2010    |
| 8593 | ↘7672   | ↗9672   | ↗10 715 | ↘10 355 | ↘10 303 | ↗10 338 |
| 2012 | 2013    | 2014    | 2015    | 2016    | 2017    | 2018    |
| ↘10 237 | ↘10 171 | ↘10 083 | ↗10 162 | ↘10 128 | ↘10 077 | ↗10 083 |
| 2019 | 2020    | 2021    |         |         |         |         |
| ↘9948 | ↘9882   | ↗10 996 |         |         |         |         |

## Люди, связанные с посёлком
Уроженцы Зубовой Поляны — генерал-майор Г. С. Горкушов, искусствовед Н. Г. Денисов, фольклорист М. Ф. Ефимова, врач Сергей Иванович Чистяков, художник, педагог В. И. Колмыков,  математик Д. В. Телюшин, футболист Е. И. Дусманов,  государственный и политический деятель С.М. Фабричнов. В Зубовой Поляне жили и работали художник и педагог В. Г. Рябов, первый Народный учитель Мордовии А.А.Прохоров, Герой Советского Союза И. Г. Парамонов (его именем названы улица и школа). В 1910—1913 гг. в Зубову Поляну приезжал певец П. А. Хохлов, который был предводителем дворянства Спасского уезда.

## Инфраструктура
В Зубовой Поляне действуют асфальтный завод, хлебо- и маслозаводы, ПАО «Радиодеталь», промкомбинат, химлесхоз, трикотажная фабрика, типография, хлебоприёмный пункт, строительные организации, средняя общеобразовательная, музыкальная и художественная школы, профессиональные училища, педагогический колледж, центральная районная больница, центральная библиотека, кинотеатр, дом культуры, гостиница, установлены памятники воинам, погибшим в годы Великой Отечественной войны, В. И. Ленину, А. С. Пушкину.
В городе ранее работали:
- Кирпичный завод — банкрот с 2022 г., сейчас в его отношении открыто конкурсное производство[20]
- ООО «Агротехника» -—ликвидировано в 2006 г.[21]
- ООО «Мордовнефтепродукт» — ликвидировано в 2014 г.[22]

## Транспорт
Легкодоступен автомобильным и железнодорожным транспортом. 